# Loch Meiklie
Loch Meiklie är en sjö i Storbritannien.   Den ligger i kommunen Highland och riksdelen Skottland, i den norra delen av landet, 700 km norr om huvudstaden London. Loch Meiklie ligger 124 meter över havet.  Omgivningarna runt Loch Meiklie är i huvudsak ett öppet busklandskap.
Följande samhällen ligger vid Loch Meiklie:
- Balnain (300 invånare)